# WebDAV
WebDAV é um acrônimo de Web-based Distributed Authoring and Versioning, ou Criação e Distribuição de Conteúdo pela Web. É uma extensão do protocolo HTTP para transferência de arquivos; suporta bloqueio de recursos. Quando uma pessoa está editando um arquivo, ele fica bloqueado, impedindo que outras pessoas façam alterações ao mesmo tempo.
Esse recurso esta presente no Microsoft SharePoint, Notability, Pages, Keynote, Number, entre varios outros apps e serviços.